# 伊斯特萊克 (科羅拉多州)
伊斯特萊克（英語：Eastlake）是位於美國科羅拉多州亞當斯縣的一個非建制地區。該地的面積和人口皆未知。

## 地理
伊斯特萊克的座標為39°55′17″N 104°57′33″W / 39.92139°N 104.95917°W，而該地的平均海拔高度為1606米（即5269英尺）。